# Turkiets damlandslag i basket

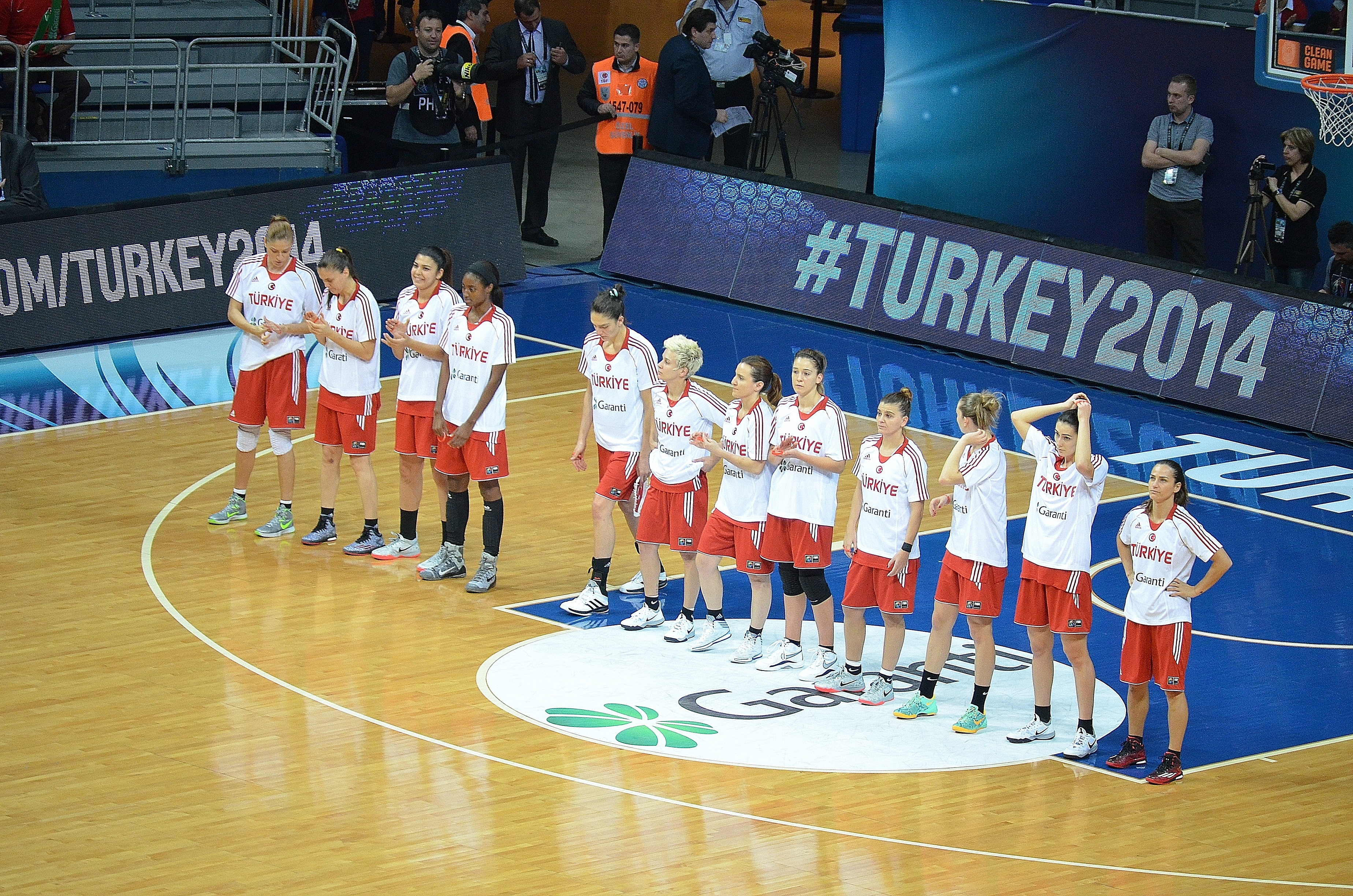
Turkiets damlandslag vid världsmästerskapet 2014 i Turkiet.

Turkiets damlandslag i basket (turkiska: Türkiye Kadın Millî Basketbol Takımı) representerar Turkiet i basket på damsidan. Laget tog silver i Europamästerskapet 2011 samt brons 2013.

### Fotnoter
1. ↑  Todor Krastev (19 mars 2011). ”Women Basketball European Championship 2011 Poland 18.06-03.07 - Winner Russia” (på engelska). Sport Statistics. Arkiverad från originalet den 20 september 2015. https://web.archive.org/web/20150920053431/http://todor66.com/basketball/Europe/Women_2011.html. Läst 17 juni 2015.
2. ↑  Todor Krastev (19 mars 2013). ”Women Basketball XXXIV European Championship 2013 France 15-30.06 - Winner Spain” (på engelska). Sport Statistics. Arkiverad från originalet den 19 september 2015. https://web.archive.org/web/20150919083409/http://todor66.com/basketball/Europe/Women_2013.html. Läst 17 juni 2015.